# Anna Kalashnyk
Anna Kalashnyk (en ucraniano: Анна Калашник; Cherkasy, 8 de diciembre de 1992) es una deportista ucraniana que compitió en gimnasia artística. Ganó una medalla de bronce en el Campeonato Europeo de Gimnasia Artística de 2009, en la prueba de salto de potro.

## Palmarés internacional
| Campeonato Europeo | Campeonato Europeo | Campeonato Europeo | Campeonato Europeo |
| Año                | Lugar              | Medalla            | Prueba             |
| ------------------ | ------------------ | ------------------ | ------------------ |
| 2009               | Milán ( Italia)    | Medalla de bronce  | Salto de potro     |